# Letnie Igrzyska Paraolimpijskie 1980
VI Letnie Igrzyska Paraolimpijskie odbyły się w dniach 21–30 czerwca w Arnhem. Na igrzyskach startowały 42 państwa. Zostało rozegranych 489 konkurencji w 13 dyscyplinach. Igrzyska otworzyła księżniczka Holandii Margriet. Głównym stadionem igrzysk był Nationaal Sport Centrum Papendal.

## Dyscypliny
- łucznictwo
- lekkoatletyka
- strzelanie z łuku rzutkami
- goalball
- bowls
- strzelectwo
- pływanie
- tenis stołowy
- siatkówka
- podnoszenie ciężarów
- koszykówka na wózkach
- szermierka na wózkach
- zapasy

## Tabela medalowa
| Klasyfikacja medalowa |                   |       |        |      |       |
| Lp.                   | Państwo           | złoto | srebro | brąz | razem |
| 1                     | Stany Zjednoczone | 75    | 66     | 54   | 195   |
| 2                     | Polska            | 75    | 50     | 52   | 177   |
| 3                     | Niemcy Zachodnie  | 67    | 48     | 46   | 161   |
| 4                     | Kanada            | 64    | 35     | 31   | 130   |
| 5                     | Wielka Brytania   | 47    | 32     | 21   | 100   |
| 6                     | Holandia          | 33    | 31     | 36   | 100   |
| 7                     | Szwecja           | 31    | 36     | 24   | 91    |
| 8                     | Francja           | 28    | 26     | 31   | 85    |
| 9                     | Meksyk            | 20    | 16     | 6    | 42    |
| 10                    | Norwegia          | 15    | 13     | 8    | 36    |